# Anna van der Breggen
Anna van der Breggen, née le 18 avril 1990 à Zwolle, est une coureuse cycliste néerlandaise. Professionnelle à partir de 2009, elle est l'une des cyclistes sur route les plus titrées de l'histoire et compte notamment à son palmarès un titre olympique, trois titres de championne du monde, ainsi que quatre succès sur le Tour d'Italie et de nombreuses victoires sur les classiques. Elle prend sa retraite sportive en 2021 mais reprend la compétition en 2025 avec son ancienne équipe, SD Worx-Protime.
Elle remporte son premier titre majeur aux championnats d'Europe des moins de 23 ans en 2012, avant d'ajouter à son palmarès le Tour d'Italie en 2015, 2017, 2020 et 2021, le Tour des Flandres en 2018, ainsi que la Flèche wallonne sept fois consécutivement entre 2015 et 2021. En 2015, elle est championne des Pays-Bas du contre-la-montre et termine la saison à la première place mondiale. L'année suivante, elle devient championne olympique à Rio de Janeiro et la première championne d'Europe sur route. Puis elle réalise le triplé Ardennais et gagne l'UCI World Tour en 2017. Le 29 septembre 2018, elle décroche la médaille d'or sur l'épreuve en ligne des championnats du monde de cyclisme sur route 2018 à Innsbruck (Autriche). Deux ans plus tard, à Imola (Italie), elle réalise le doublé contre-la-montre et course en ligne aux championnats du monde de cyclisme sur route 2020. Elle est la deuxième coureuse à réaliser cet exploit, après Jeannie Longo en 1995.

## Biographie

### Famille et débuts amateurs

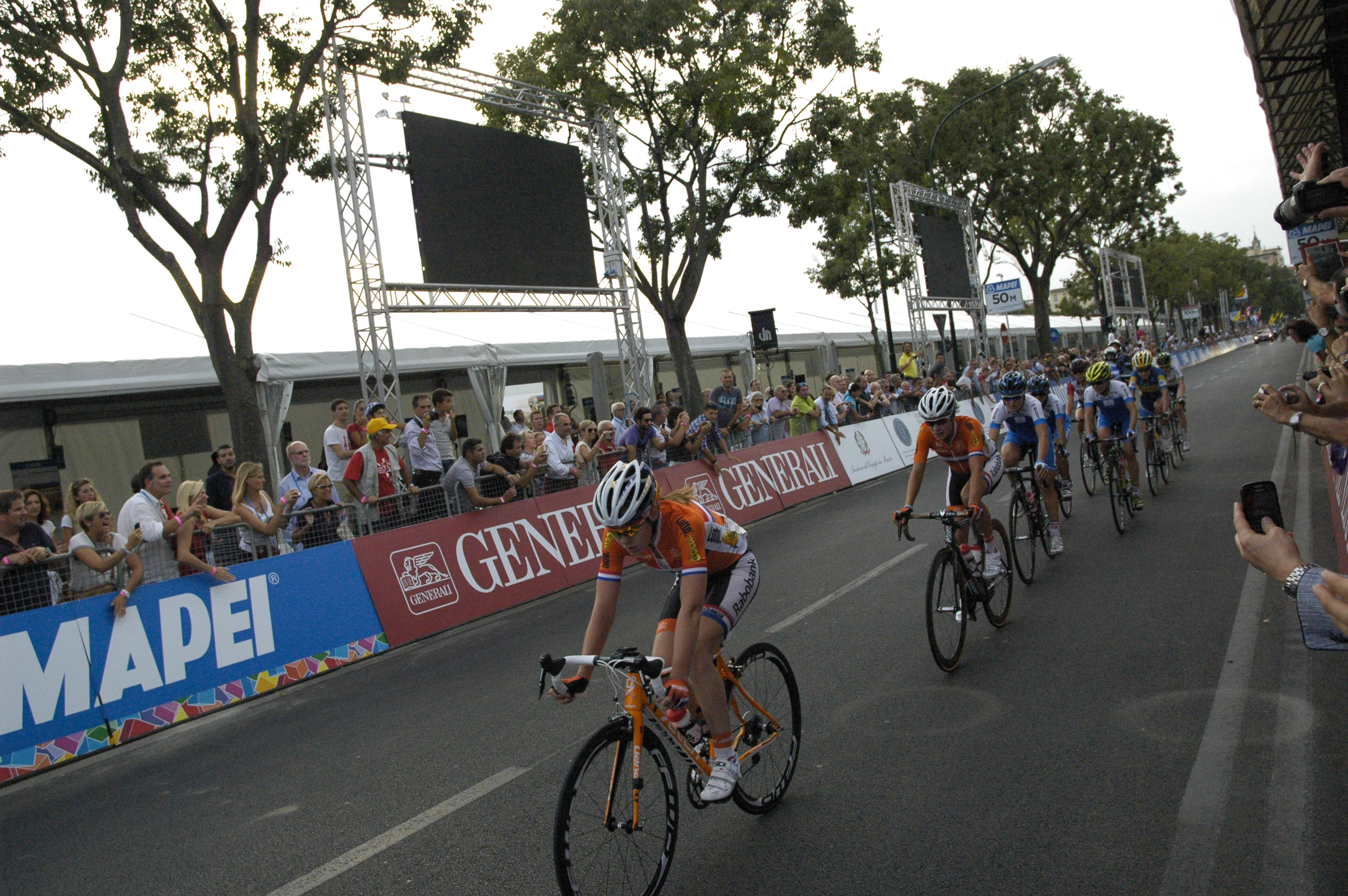
Anna van der Breggen (premier plan) au championnat du monde sur route de 2013

Anna van der Breggen vient d'une famille cycliste : elle a trois frères et une sœur, tous ont fait du vélo à un moment ou un autre de leur vie. Son frère ainé est le premier à s'y mettre. Elle commence la discipline sur ses pas à l'âge de sept ans, en 1997. Elle roule avec le club local du WV Noordwesthoek et commence la compétition l'année suivante. Elle est alors mauvaise perdante. Ce n'est cependant qu'en junior que les choses deviennent sérieuses. Elle termine cinquième des championnats du monde sur route,,.
La transition de juniors à élites est particulièrement difficile. Elle participe ainsi au Grand Prix Gerrie Knetemann par une météo pluvieuse et souffre au sein du peloton. Elle pense alors arrêter la compétition. Elle est cependant soutenue par l'entraîneur national Johan Lammerts et poursuit. Elle doit également combiner sport de haut niveau avec ses études d'infirmière. Elle décide de donner la priorité aux secondes. Dans ce cadre, elle effectue une mission au Ghana.

### Premières années comme professionnelle (2012-2013)
Elle passe professionnelle en 2012 au sein de l'équipe Sengers. En juillet, elle gagne trois des quatre étapes du Tour de Bretagne dont l'étape contre-la-montre. Elle s'impose finalement au classement général avec quasiment trois minutes d'avance sur la deuxième. Dans la foulée, elle remporte le contre-la-montre du Tour féminin en Limousin. Elle obtient également le titre de championne d'Europe cette année-là et est sélectionnée pour les championnats du monde sur route. Elle y joue le rôle d'équipière pour Marianne Vos mais parvient à se classer cinquième. L'année suivante, elle en termine quatrième. 
En 2013, elle obtient son diplôme HBO et se consacre pleinement au cyclisme.

### Troisième du Giro (2014)
En 2014, elle rejoint l'équipe Rabo Liv Women. Au Tour de Drenthe, Anna van der Breggen s'échappe avec Lizzie Armitstead et prend ainsi la deuxième place. Fin mars, elle termine quatrième au sprint du Trofeo Alfredo Binda-Comune di Cittiglio, épreuve comptant pour la Coupe du monde. En avril, Anna van der Breggen mène au bout une longue échappée sur le Dwars door de Westhoek. L'équipe participe ensuite au Festival Luxembourgeois du cyclisme féminin Elsy Jacobs, où elle fait une démonstration. Marianne Vos gagne le prologue, Anna van der Breggen la première étape, puis Vos de nouveau pour la dernière étape. Anna van der Breggen inscrit son nom au palmarès.
Au Tour d'Italie, elle est quatrième du prologue puis sixième de la première étape. Sur la sixième étape, Anna van der Breggen reste avec Marianne Vos derrière Emma Pooley et prend la deuxième place. Sur la difficile avant-dernière étape, elle se classe troisième à vingt-neuf secondes de la vainqueur Emma Pooley. Quatrième le lendemain, elle termine l'épreuve à la troisième place du classement général derrière ses coéquipières Marianne Vos et Pauline Ferrand-Prévot. Au Tour de Norvège, Anna van der Breggen gagne la première étape et prend une avance décisive au classement général. Elle fait partie de la formation qui se classe deuxième du contre-la-montre par équipes de l'Open de Suède Vårgårda derrière l'équipe Specialized-Lululemon.

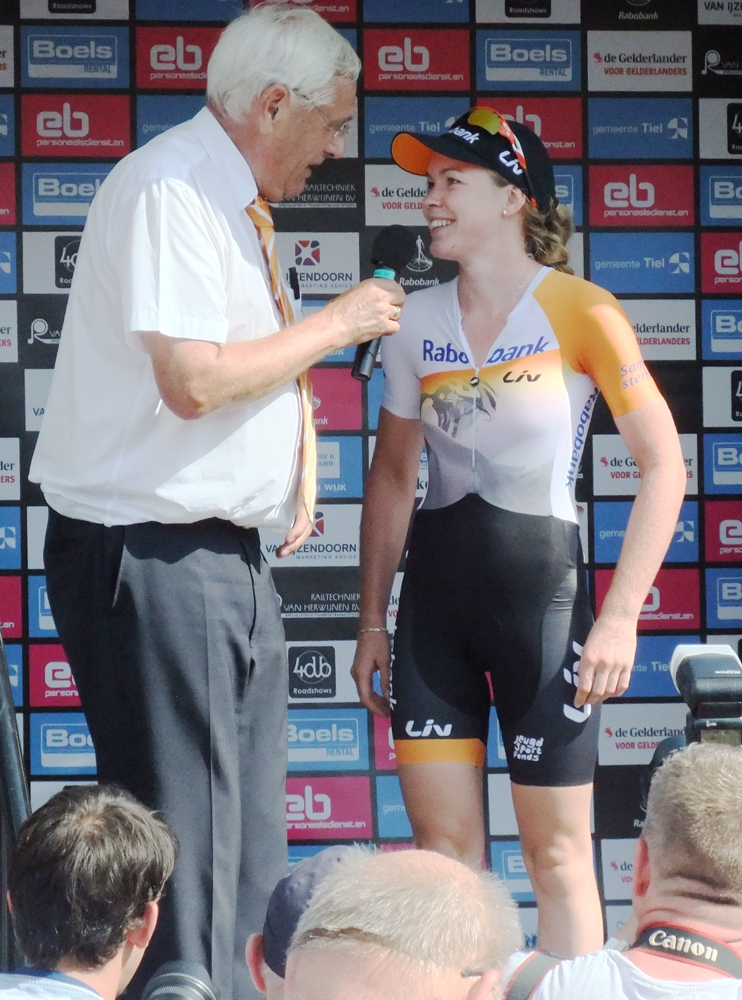
Anna van der Breggen en 2014 à la Profronde van Tiel

Les championnats du monde commencent par le contre-la-montre par équipes. L'équipe est victime d'une chute collective alors qu'elle avait le second temps intermédiaire. Anna van der Breggen se fracture le bassin. C'est sa première blessure sérieuse. Cela l'oblige à prolonger le repos hivernal,.

### Tour d'Italie, deuxième de la Coupe et du championnat du monde (2015)
Au Circuit Het Nieuwsblad, elle s'échappe dans le Molenberg avec Ellen van Dijk du groupe de tête constitué de quinze coureuses. Au sprint, van der Breggen se montre la plus rapide. Elle est échappée au Samyn des Dames avec Emma Johansson et Chloe Hosking, mais elles sont reprises. Elle est deuxième du sprint massif. Aux Strade Bianche, un groupe de leaders se détache au bout de 58 km, puis se scinde en deux dans les derniers secteurs en terre. Anna van der Breggen et Megan Guarnier font partie des cinq coureuses à l'avant. L'Américaine attaque dans le final et s'impose, Anna van der Breggen termine cinquième. Au Trofeo Alfredo Binda-Comune di Cittiglio, elle se classe troisième au sprint derrière Elizabeth Armitstead et sa coéquipière Pauline Ferrand-Prévot. Au Tour des Flandres, elle termine deuxième du sprint du groupe de poursuivants derrière Elisa Longo Borghini.

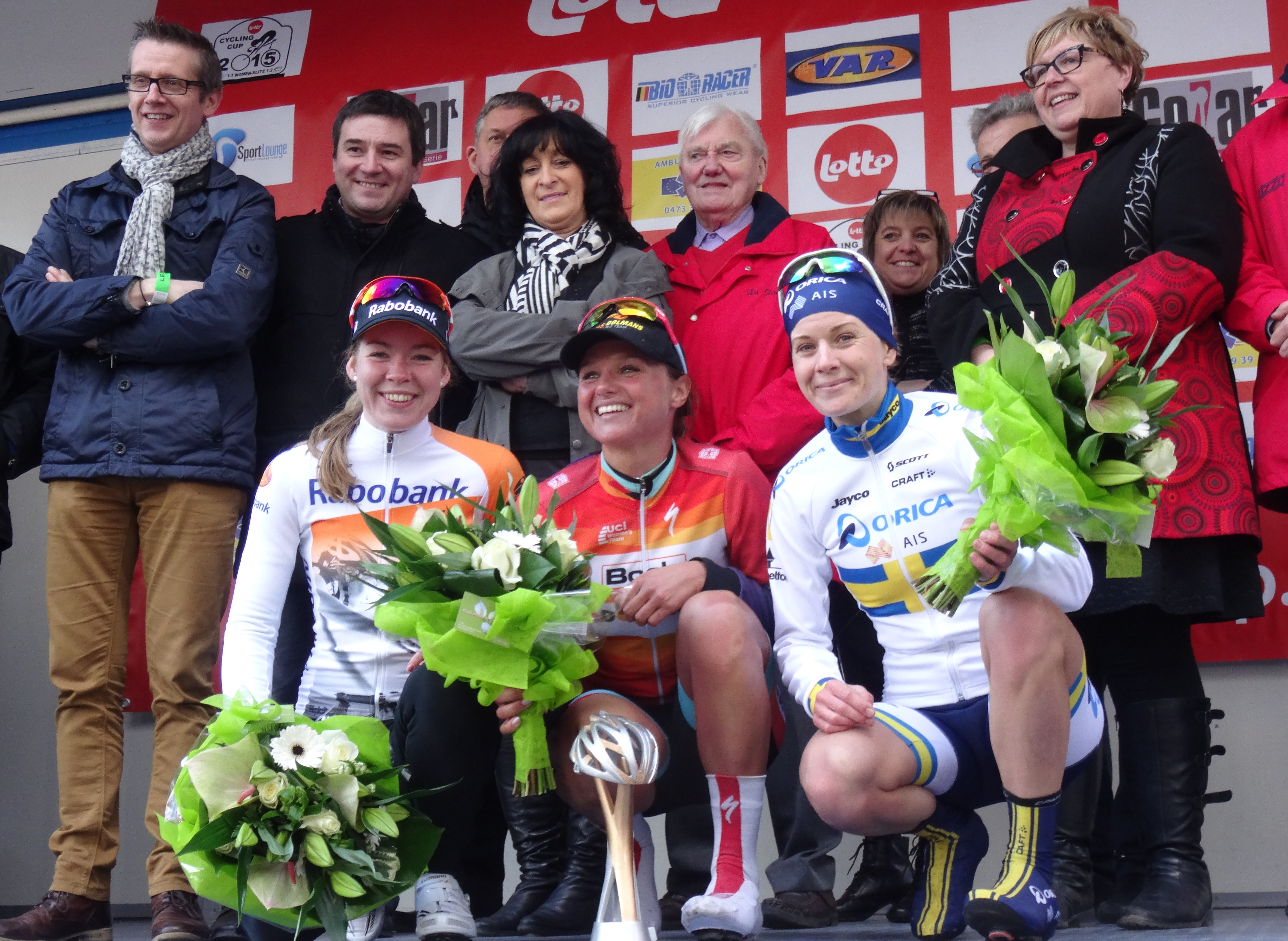
Podium de l'édition 2015 du Samyn des Dames : Anna van der Breggen (2e), Chantal Blaak (1re) et Emma Johansson (3e).

Elle participe à l'Energiewacht Tour et s'impose dans le prologue inaugural. Dans la quatrième et dernière étape, elle réalise les trente derniers kilomètres seule pour s'imposer avec plus d'une minute d'avance. La semaine suivante, à la Flèche wallonne, l'équipe Rabo liv Women se trouve en position idéale à vingt-cinq kilomètres de l'arrivée avec Roxane Knetemann échappée accompagnée de Annemiek van Vleuten et la supériorité numérique dans le groupe de tête. Anna van der Breggen attaque dans la côte de Cherave à cinq kilomètres de l'arrivée pour rejoindre les échappées. Elle les distance dans le mur de Huy et remporte sa première épreuve de Coupe du monde.
Elle finit troisième du contre-la-montre du circuit de Borsele. Au Festival luxembourgeois du cyclisme féminin Elsy Jacobs, elle remporte le contre-la-montre inaugural et s'impose sur l'épreuve.
Au Tour d'Italie, dans le prologue inaugural, Anna van der Breggen est quatrième. Sur la deuxième étape, une échappée de leaders constituée se dispute la victoire. Van der Breggen est deuxième. Elle termine troisième de la cinquième étape, puis quatrième le lendemain. Anna van der Breggen gagne le contre-la-montre très vallonné de la huitième étape, ce qui lui permet de prendre la tête du classement général avec quarante-six secondes d'avance. La Néerlandaise termine deuxième de la dernière étape derrière Mara Abbott et conserve le maillot rose. Fin juillet, elle remporte La course by Le Tour de France en s'échappant seule à six kilomètres de la ligne.
Fin août, la formation Rabo Liv Women, dont Anna van der Breggen, remporte le contre-la-montre par équipes de l'Open de Suède Vårgårda, comptant pour la Coupe du Monde. Sur la course en ligne, Anna van der Breggen reste dans le groupe de tête et suit les attaques des autres candidates à la victoire finale en Coupe du monde que son Lizzie Armitstead et Elisa Longo Borghini. Elle se classe finalement cinquième et prend de précieux points avant la dernière manche de Plouay. Celle-ci a lieu une semaine plus tard, Anna van der Breggen marque Lizzie Armitstead et la reprend quand elle place une accélération à un tour de l'arrivée dans la côte de Ty Marrec. Dans le dernier kilomètre, la Néerlandaise commet une erreur tactique en allant chercher une attaque. Elle termine sixième du sprint, alors que Lizzie Armitstead remporte la course. Anna van der Breggen est donc deuxième de la Coupe du monde.
En septembre, au Tour de Belgique, elle remporte la dernière étape à Grammont au sprint après avoir tenté d'échapper plusieurs fois. Aux championnats du monde, avec sa formation Rabo Liv Women, elle prend la médaille de bronze sur le championne du monde du contre-la-montre par équipes. Elle est ensuite deuxième de l'épreuve individuelle, battue de seulement deux secondes par Linda Villumsen ce qui lui laisse beaucoup de regrets. Sur l'épreuve en ligne, elle suit Lizzie Armitstead dans la dernière ascension et lance le sprint final. La Britannique la remonte et s'empare de la victoire, Anna van der Breggen est une nouvelle fois deuxième.

### Championne olympique (2016)

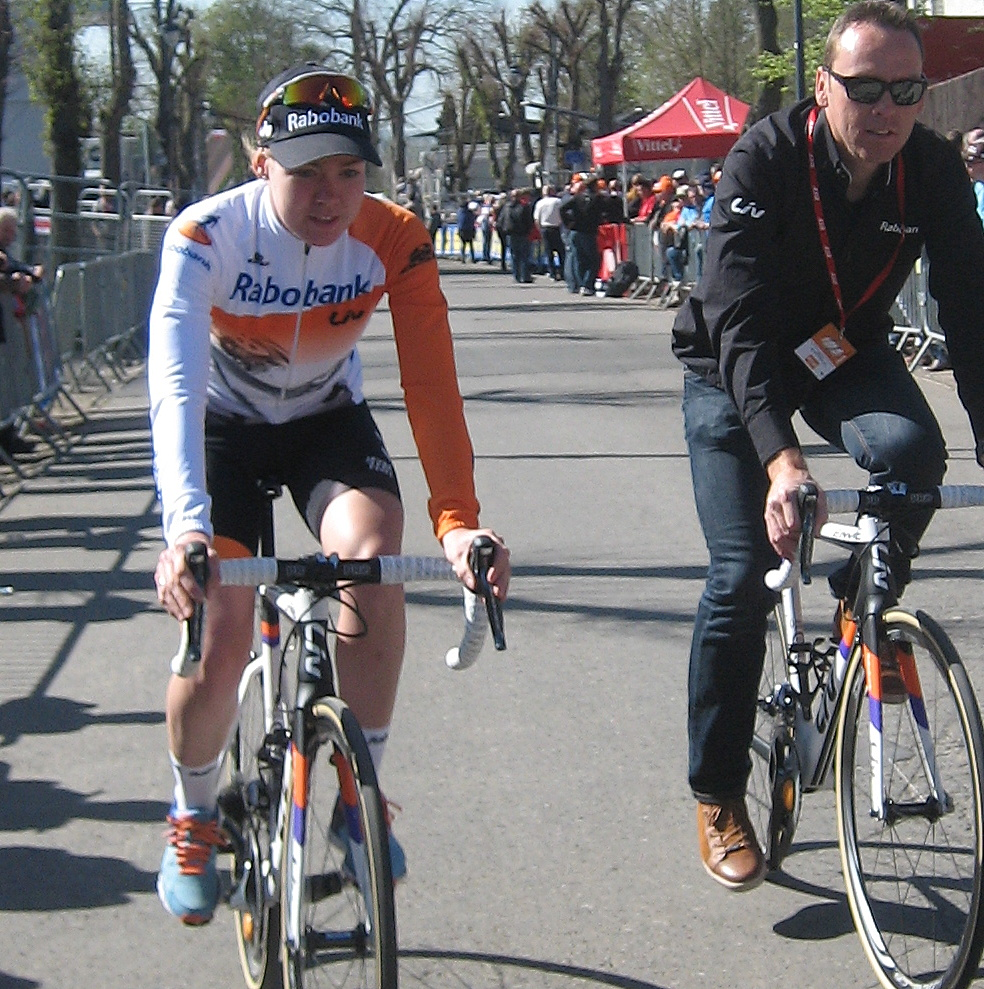
Au départ de la Flèche wallonne

À la Flèche wallonne, sept athlètes dont Anna van der Breggen se détachent dans la côte de Cherave. Elle place une accélération sur le replat, mais est marquée par Evelyn Stevens. Elles arrivent au pieds du mur de Huy avec vingt secondes d'avance sur les cinq autres femmes. Dans l'ascension, il faut quatre tentative à la Néerlandaise pour décrocher l'Américaine. Elle remporte donc pour la deuxième fois consécutive la Flèche wallonne,.

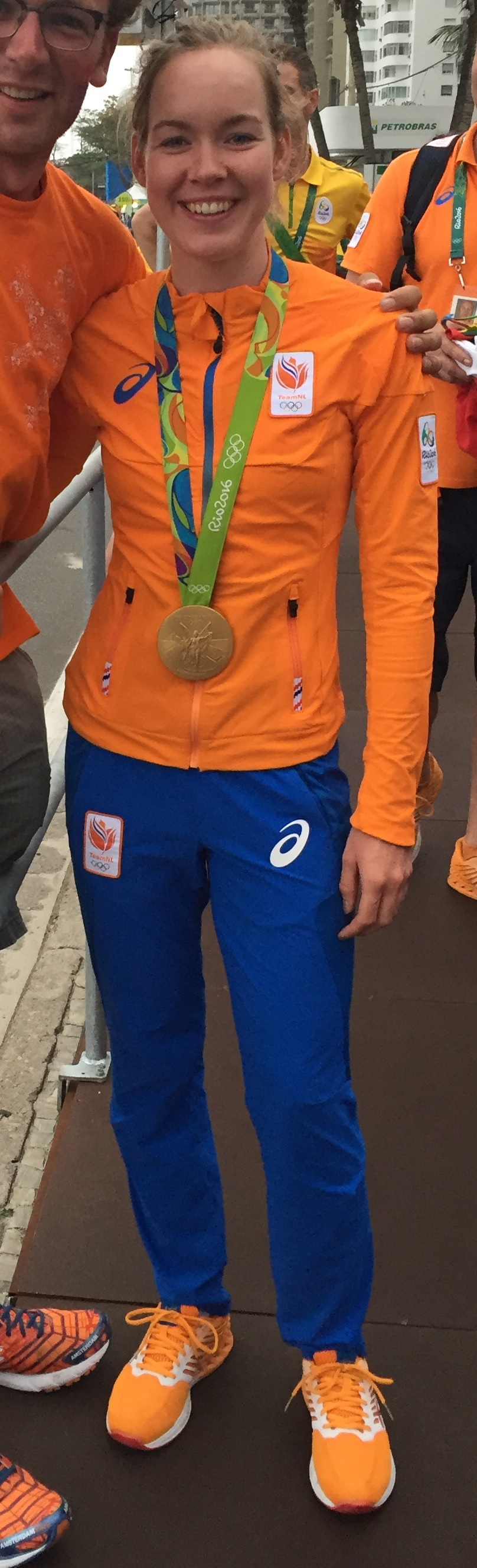
Championne olympique en 2016

Au Tour d'Italie, elle est troisième du prologue,,. Le lendemain, elle n'est pas dans la bonne échappée et débourse du temps par rapport à ses adversaires. Sur la deuxième étape, elle est neuvième au bout de l'étape qui est une arrivée en côte. La cinquième étape comporte l'ascension du col du Mortirolo. Dans ses pentes, Mara Abbott attaque. À l'arrivée, Anna van der Breggen accuse une minute trente-six secondes de retard sur l'Américaine et est septième du général,. Le lendemain, dans la montée vers le sanctuaire Mara Abbott multiplie les accélérations, mais n'a pas de succès. Anna van der Breggen attaque plus loin et n'est suivie que par Megan Guarnier, puis par Evelyn Stevens. Elle est finalement devancée par les deux Américaines,,. Sur le contre-la-montre, Anna van der Breggen est battue de trois secondes seulement par Evelyn Stevens. Elle se replace à la troisième place du classement général,,,. Anna van der Breggen est finalement troisième du classement général.
Lors de la course en ligne olympique, elle est une des rares à parvenir à suivre le rythme imprimé par Mara Abbott dans l'ascension de la Vista Chinesa. À mi-côte, elles ne sont plus que quatre en tête : Elisa Longo Borghini, Mara Abbott, Anna van der Breggen et Annemiek van Vleuten. Emma Johansson est quelques mètres derrière. Jouant le surnombre, Annemiek van Vleuten attaque sur un replat. Mara Abbott est la seule à suivre. Elle tente de décrocher la Néerlandaise sans succès. Au sommet, Annemiek van Vleuten et Mara Abbott comptent vingt-deux secondes d'avance sur  Elisa Longo Borghini, Anna van der Breggen et Emma Johansson. Annemiek van Vleuten mène la descente et distance rapidement Mara Abbott qui se montre très prudente. La Néerlandaise chute dans la descente. Mara Abbott est donc seule en tête à la fin de la descente et possède trente-huit secondes d'avance sur ses poursuivantes. Finalement, Elisa Longo Borghini, Anna van der Breggen et Emma Johansson rejoignent Mara Abbott dans les ultimes mètres de l'épreuve. Anna van der Breggen lance le sprint et distance Emma Johansson. Sur le contre-la-montre, elle monte rapidement la côte et obtient ainsi la médaille de bronze.
Mi-septembre, elle participe aux championnats d'Europe sur route. Elle se classe deuxième du contre-la-montre derrière Ellen van Dijk. Sur la course en ligne, elle se préserve pour le final. Dans la dernière ascension de la côte de Cadoudal, elle suit l'accélération de Katarzyna Niewiadoma avec Elisa Longo Borghini, Alena Amialiusik et Rasa Leleivytė. Elle lance le sprint sur le replat et résiste à la remonter de la Polonaise. Elle remporte ainsi ces premiers championnats d'Europe élites. Aux championnats du monde, elle se classe seulement treizième du contre-la-montre individuel. Elle dit ne pas avoir eu de jambes.

### UCI World Tour, Giro et Triplé ardennais (2017)

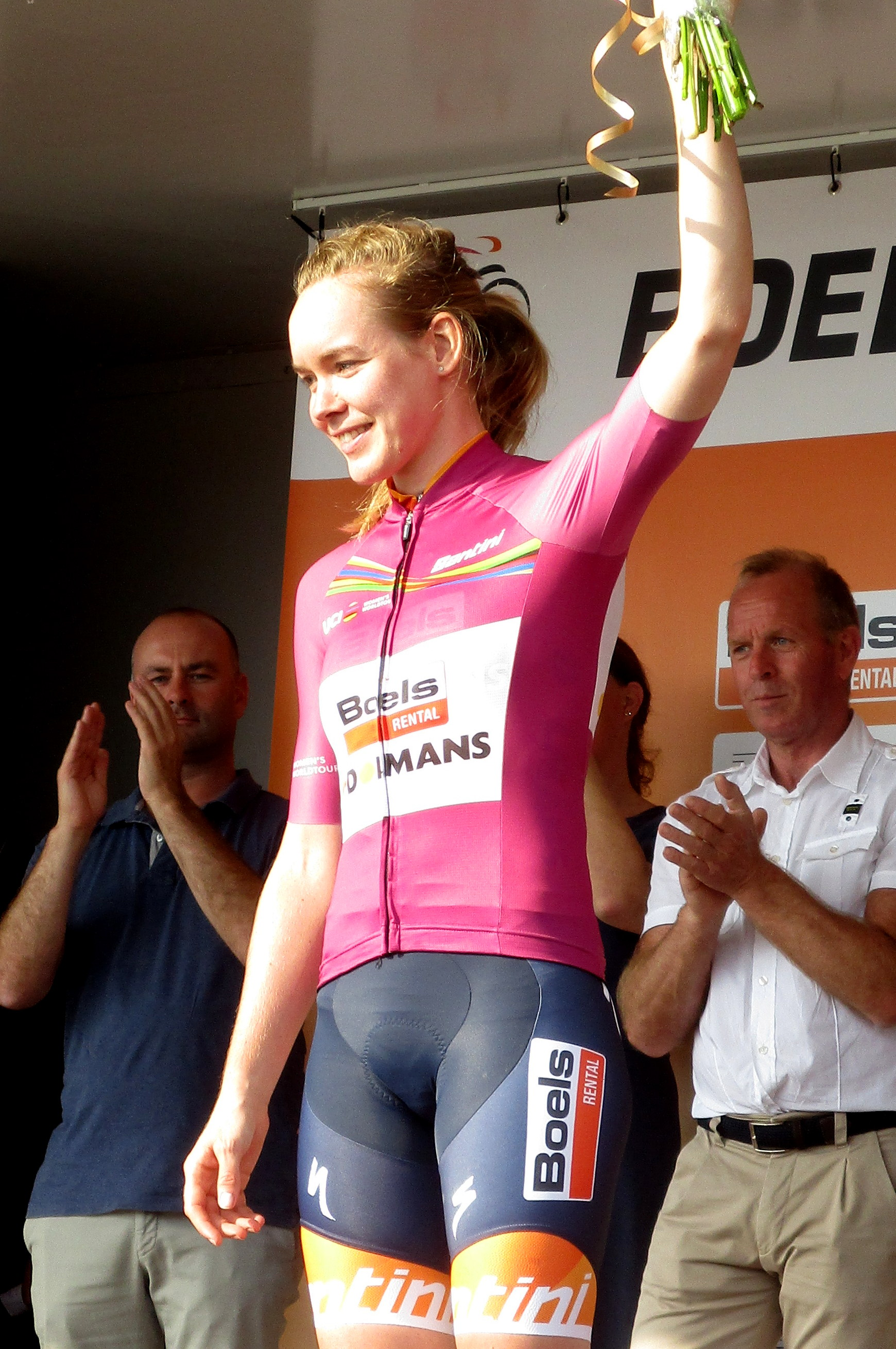
Au Boels Ladies Tour

Au Tour des Flandres, après le Kruisberg, Anna van der Breggen place ensuite une attaque suivie par Katarzyna Niewiadoma, Elisa Longo Borghini et Annemiek van Vleuten. Elles maintiennent un faible écart face au peloton. Dans le vieux Quaremont, elles sont presque reprise alors qu'Ellen van Dijk mène la poursuite, mais elles parviennent à conserver quelques mètres. Anna van der Breggen reçoit la consigne de ne plus contribuer à l'échappée car son équipe est bien représentée à l'arrière. Les quatre échappées sont finalement reprises sous la flamme rouge,. À l'Healthy Ageing Tour, Anna van der Breggen prend la deuxième place du contre-la-montre inaugural. Elle termine l'épreuve à la deuxième place du classement général. À l'Amstel Gold Race, dans la troisième montée du Cauberg, Elizabeth Deignan accélère et est accompagnée d'Elisa Longo Borghini et Katarzyna Niewiadoma. Dans la dernière ascension du Bemelerberg, Annemiek van Vleuten attaque suivie par Anna van der Breggen et Coryn Rivera. Elles reviennent immédiatement sur la tête de course. Quelques centaines de mètres plus loin, Anna van der Breggen part seule et n'est plus rejointe,,. Sur la Flèche wallonne, Katarzyna Niewiadoma attaque dans la côte de Cherave et est suivie par Anna van der Breggen et Elizabeth Deignan. À trois kilomètres de l'arrivée, la Néerlandaise accélère et finit seule,. À Liège-Bastogne-Liège, le peloton mené par la Boels Dolmans opère la jonction dans la Roche aux faucons. Katarzyna Niewiadoma y attaque. Elle est suivie par Elizabeth Deignan, Anna van der Breggen, Ashleigh Moolman et Elisa Longo Borghini. Dans la côte de Saint-Nicolas, Katarzyna Niewiadoma accélère mais c'est Anna van der Breggen qui part seule au sommet,. Anna van der Breggen réalise donc le triplé ardennais.
Au Tour de Californie, elle se fait devancer de peu sur la première étape par sa coéquipière Megan Guarnier. La deuxième étape est très difficile et donne lieu à un duel entre Anna van der Breggen et Katie Hall. Cette dernière l'emporte et s'empare du maillot jaune pour trois secondes. Les deux dernières étapes sont plates. Grâce aux sprints intermédiaire Anna van der Breggen gagne le classement général,.

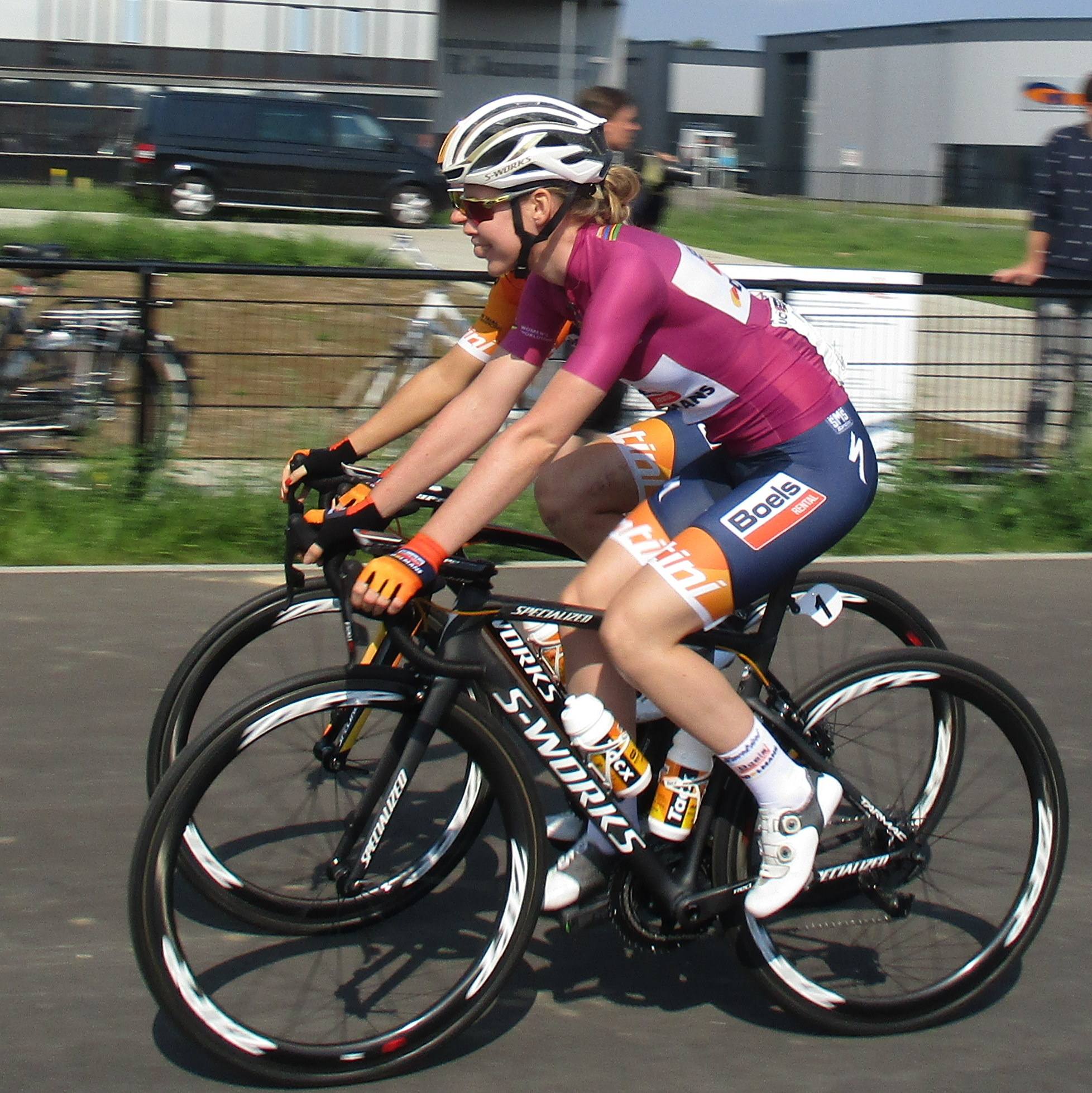
Avec le maillot de leader du World Tour lors du Boels Ladies Tour

Sur le Tour d'Italie, la formation Boels Dolmans remporte le contre-la-montre par équipes inaugural. Karol-Ann Canuel porte le maillot rose,,. Le lendemain, la difficile ascension de la Forcella avec un sommet à une vingtaine de kilomètres de l'arrivée permet aux favorites de s'exprimer. Après une sélection dans le peloton dans les premières pentes, van der Breggen, Annemiek van Vleuten et Elisa Longo Borghini accélèrent à mi-montée. Elles se disputent la victoire et Anna van der Breggen termine deuxième. Les trois coureuses prennent près de deux minutes au peloton. Anna van der Breggen s'empare du maillot rose,,. Amalie Dideriksen est cinquième du sprint de la troisième étape. La quatrième étape est calme mais venteuse. La formation Boels Dolmans initie une bordure qui piège Annemiek van Vleuten, alors deuxième du classement général. Le contre-la-montre de la cinquième étape permet à cette dernière de s'imposer et de refaire une partie de son retard, mais Anna van der Breggen est deuxième à quarante-et-une secondes et conforte son avantage sur toutes les autres concurrentes,,. Anna van der Breggen remporte l'épreuve.
Elle est troisième du championnat d'Europe du contre-la-montre. Au Boels Ladies Tour, elle livre un duel à Annemiek van Vleuten avec pour enjeu la victoire sur le World Tour. Cette dernière prend l'avantage sur les contre-la-montres. Sur les étapes vallonnées, Anna van der Breggen attaque à de multiples reprises, mais ne parvient pas à lâcher van Vleuten. Elle gagne néanmoins la cinquième étape, est deuxième du classement général et remporte le World Tour.
Aux championnats du monde du contre-la-montre par équipes, la formation Boels Dolmans doit se contenter de la médaille d'argent. Sur le contre-la-montre individuel, Anna van der Breggen est deuxième. Sur la course en ligne, dans l'avant-dernière montée de Salmon Hill, elle fait partie du groupe de favorites qui se détache, mais un regroupement général a rapidement lieu. Au tour suivant, le scénario se répète et elle revient sur la tête de course. Chantal Blaak attaque et Anna van der Breggen joue alors le jeu d'équipe. Elle se classe huitième,,.

### Strade Bianche, Tour des Flandres, Flèche et Liège (2018)

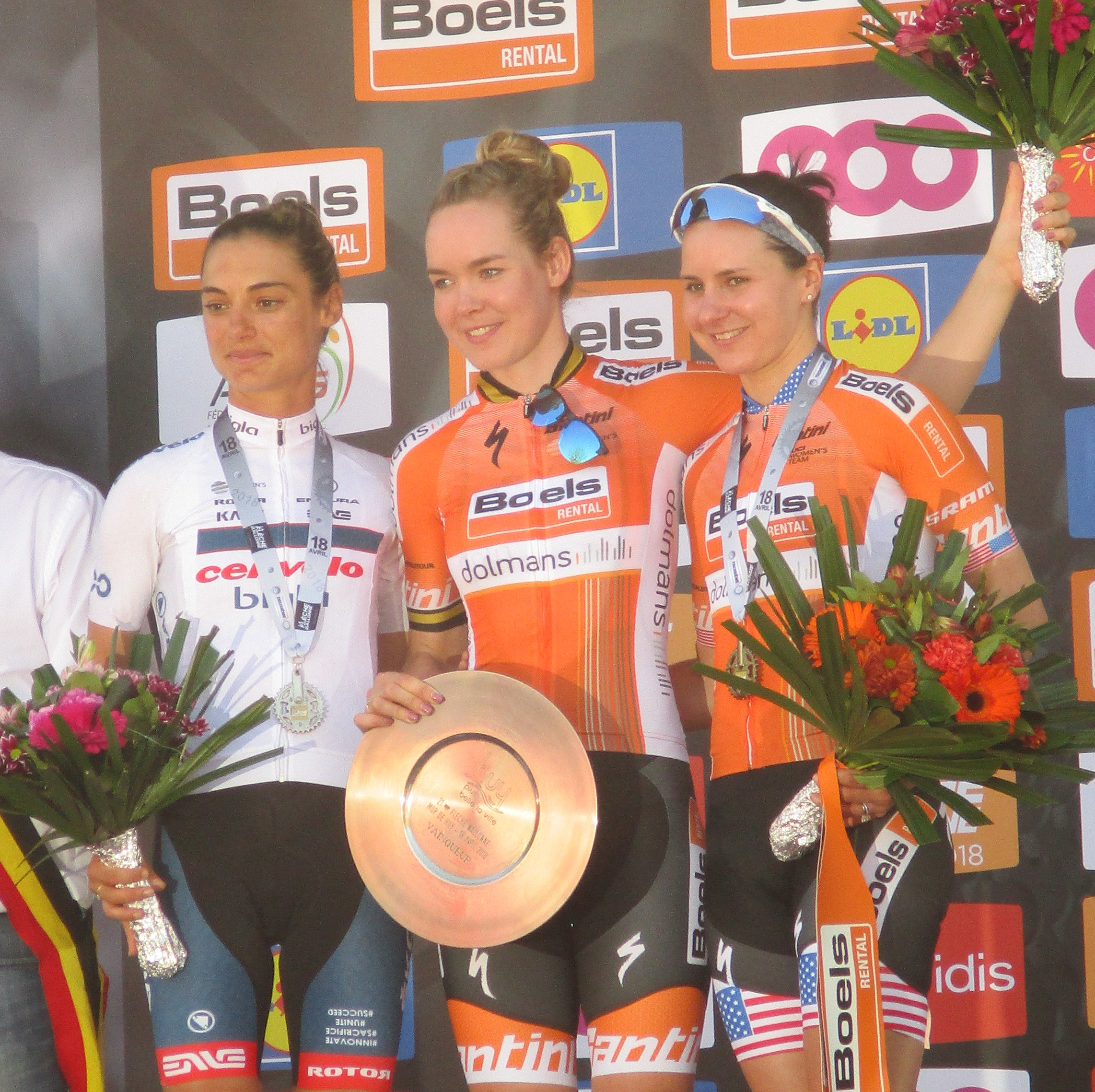
Podium de la Flèche wallonne 2018

Sur les Strade Bianche, la pluie ponctue la course.  Dans le septième secteur, dit colle Pinzuto, Katarzyna Niewiadoma et Elisa Longo Borghini passent à l'offensive. Anna van der Breggen réagit immédiatement. Sur la fin de ce secteur, les deux dernières comptent environ vingt secondes d'avance sur le peloton. L'Italienne est cependant victime d'un nouvel incident mécanique trois kilomètres plus loin et perd quelques mètres sur Anna van der Breggen. Celle-ci file alors vers la victoire,. Au Tour des Flandres, elles sont alors onze favorites à l'avant au sommet du Kruisberg. Juste après, à vingt-cinq kilomètres de l'arrivée, Katarzyna Niewiadoma lance une escarmouche, mais c'est Anna van der Breggen qui part. Ellen van Dijk tente de la suivre, mais ne parvient pas à la reprendre. Anna van der Breggen creuse immédiatement un écart important et s'impose,. La même semaine, elle remporte le contre-la-montre inaugural de l'Healthy Ageing Tour.
À la Flèche wallonne, un groupe d'échappée avec Megan Guarnier aborde en tête le mur de Huy. Ashleigh Moolman est la première à accélérer à cinq cents mètres du but après avoir repris les fuyardes. La Sud-Africaine est suivie par Anna van der Breggen qui la double sur la fin,. À Liège-Bastogne-Liège, dans la côte de la Roche-aux-Faucons, Ashleigh Moolman passe à l'offensive. Elle est suivie par Anna van der Breggen et Megan Guarnier puis par Annemiek van Vleuten. Peu après un groupe dix coureuses se forme. Amanda Spratt profite du surnombre pour sortir. Elle est en tête avec cinquante secondes d'avance à dix kilomètres de l'arrivée. Dans la côte de Saint-Nicolas, Anna van der Breggen et Ashleigh Moolman attaquent de nouveau. La Néerlandaise se montre plus forte et revient seule sur l'Australienne à cinq kilomètres de l'arrivée. À la flamme rouge, elle accélère pour aller s'imposer seule.
Elle ne défend pas son titre sur le tour d'Italie pour mieux préparer les mondiaux. À La course by Le Tour de France, dans le col de la Colombière, Mavi Garcia accélère dans les premières pentes du col de la Colombière, mais elle est contrée par Anna van der Breggen, Ashleigh Moolman et Annemiek van Vleuten. Elles reprennent Cecilie Uttrup Ludwig à un kilomètre et demi du sommet. Ashleigh Moolman attaque alors, mais les autres ne la laissent pas partir. Anna van der Breggen accélère à son tour et passe au sommet avec dix secondes d'avance sur Annemiek van Vleuten et vingt sur la Sud-Africaine. L'écart reste constant dans la descente. Anna van der Breggen semble partie pour s'imposer, mais Annemiek van Vleuten revient dans les tout derniers mètres pour la devancer.

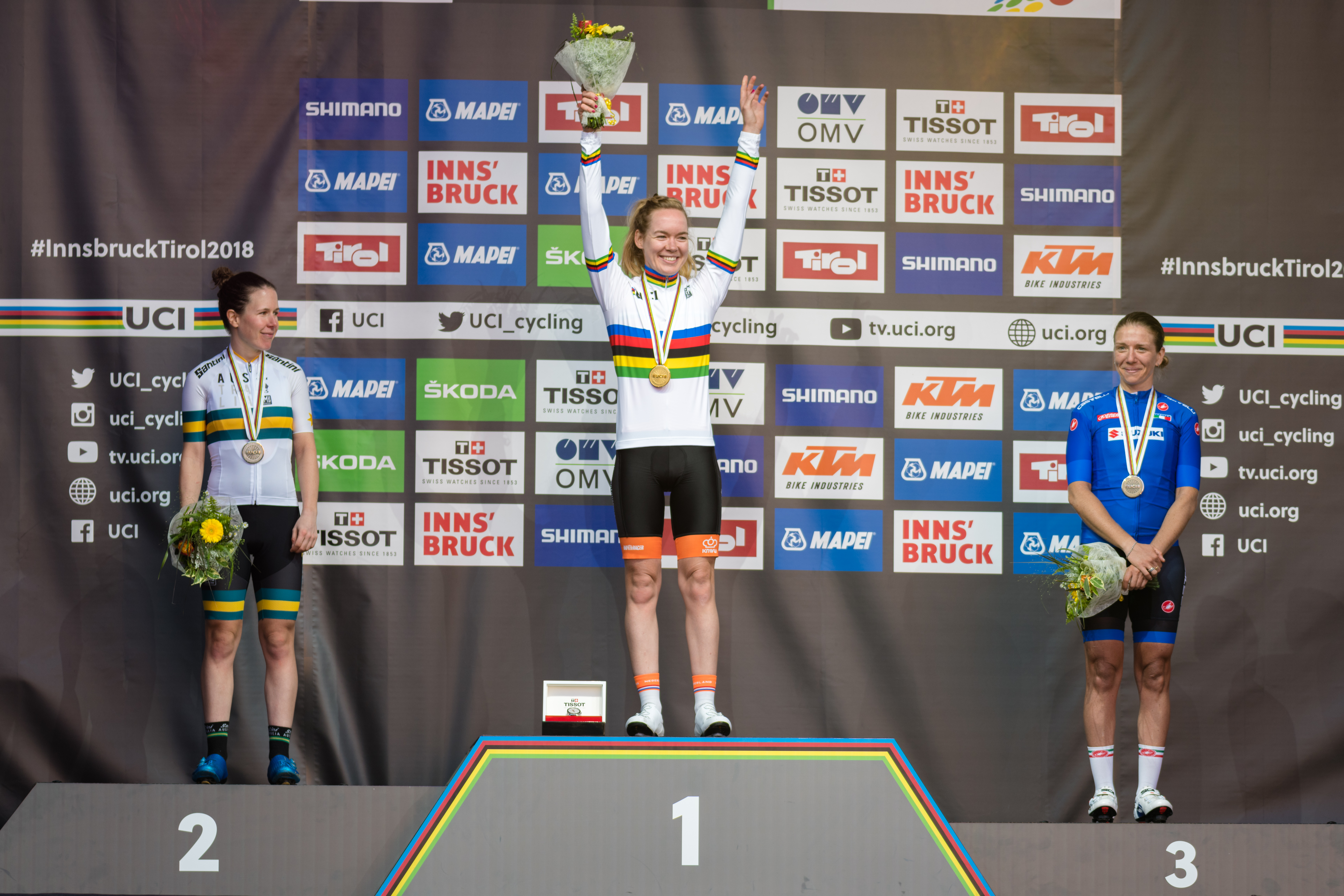
Podium des championnats du monde sur route 2018

### Flèche et Plouay (2019)
À la Flèche wallonne, tout se décide dans le mur de Huy. Katarzyna Niewiadoma attaque en premier. Van der Breggen temporise jusqu'au deux cents mètres avant de produire son effort. Elle s'impose et devient ainsi codétentrice du record de victoires avec Marianne Vos quatrième. À  Liège-Bastogne-Liège, Annemiek van Vleuten attaque dans la côte de la Redoute. Anna van der Breggen tente de la suivre, mais sans succès. Elle est finalement douzième.
Au Tour de Californie, Anna van der Breggen remporte la première étape en se montrant la plus rapide dans la dernière ascension. Le lendemain, dans l'ascension finale, à cinq kilomètres du sommet, un groupe de favorites se forme. Katie Hall s'en extrait, suivie ensuite par sa coéquipière Anna van der Breggen. Elles passent la ligne ensemble, Katie Hall ayant le privilège d'occuper la première place. Anna van der Breggen gagne finalement le classement général.

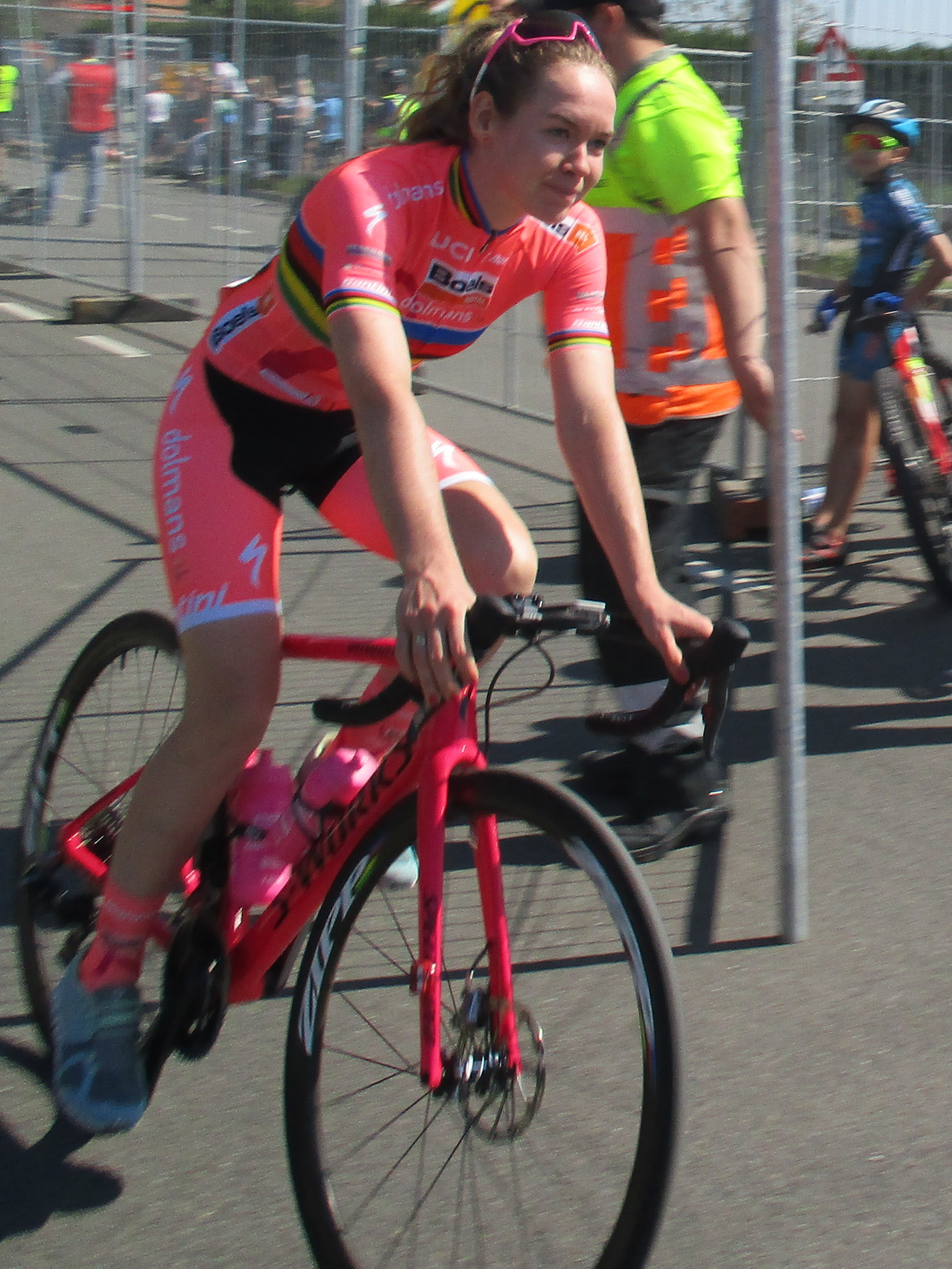
Anna van der Breggen à l'Amstel Gold Race 2019

Sur le Tour d'Italie, sur la cinquième étape, dès le pied de la montée finale, Annemiek van Vleuten place une attaque nette, Anna van der Breggen ne tente pas de la suivre. Van Vleuten n'est plus rejointe et s'impose avec deux minutes cinquante d'avance sur le reste des poursuivantes dont Van der Breggen. Sur le contre-la-montre, Anna van der Breggen est deuxième cinquante-deux secondes derrière Van Vleuten. Elle pointe alors à troisième du classement général à égalité de temps avec Katarzyna Niewiadoma. Sur la septième étape, les favorites se neutralisent. Au sprint, Anna van der Breggen est deuxième derrière Marianne Vos. Lors de l'arrivée au sommet de la neuvième étape, Anna van der Breggen et Annemiek van Vleuten se livrent un duel. Annemiek van Vleuten place une attaque avant la partie la plus difficile de l'ascension. Anna van der Breggen gère derrière. À un kilomètre et demi de la ligne, elle compte quinze secondes de retard. Van Vleuten faiblit néanmoins et Van der Breggen la passe aux quatre cent mètres. Katie Hall est cinquième. Au classement général final, Anna van der Breggen est deuxième et troisième du classement par points.
Au Grand Prix de Plouay, Anna van der Breggen est toujours à l'avant du peloton lors des différentes côtes et maintient son avance jusqu'au bout. Sur le championnat du monde du contre-la-montre, Anna van der Breggen est certes deuxième mais distancée de plus d'une minute trente par Chloe Dygert. Sur la course en ligne, après l'attaque d'Annemiek van Vleuten dans la côte de Lofthouse, Anna van der Breggen fait partie du groupe de poursuite. Dans les cinq derniers kilomètres, elle continue à accélérer pour lâcher Amanda Spratt et obtenir la médaille d'argent,.

### Doublé aux mondiaux, Giro (2020)

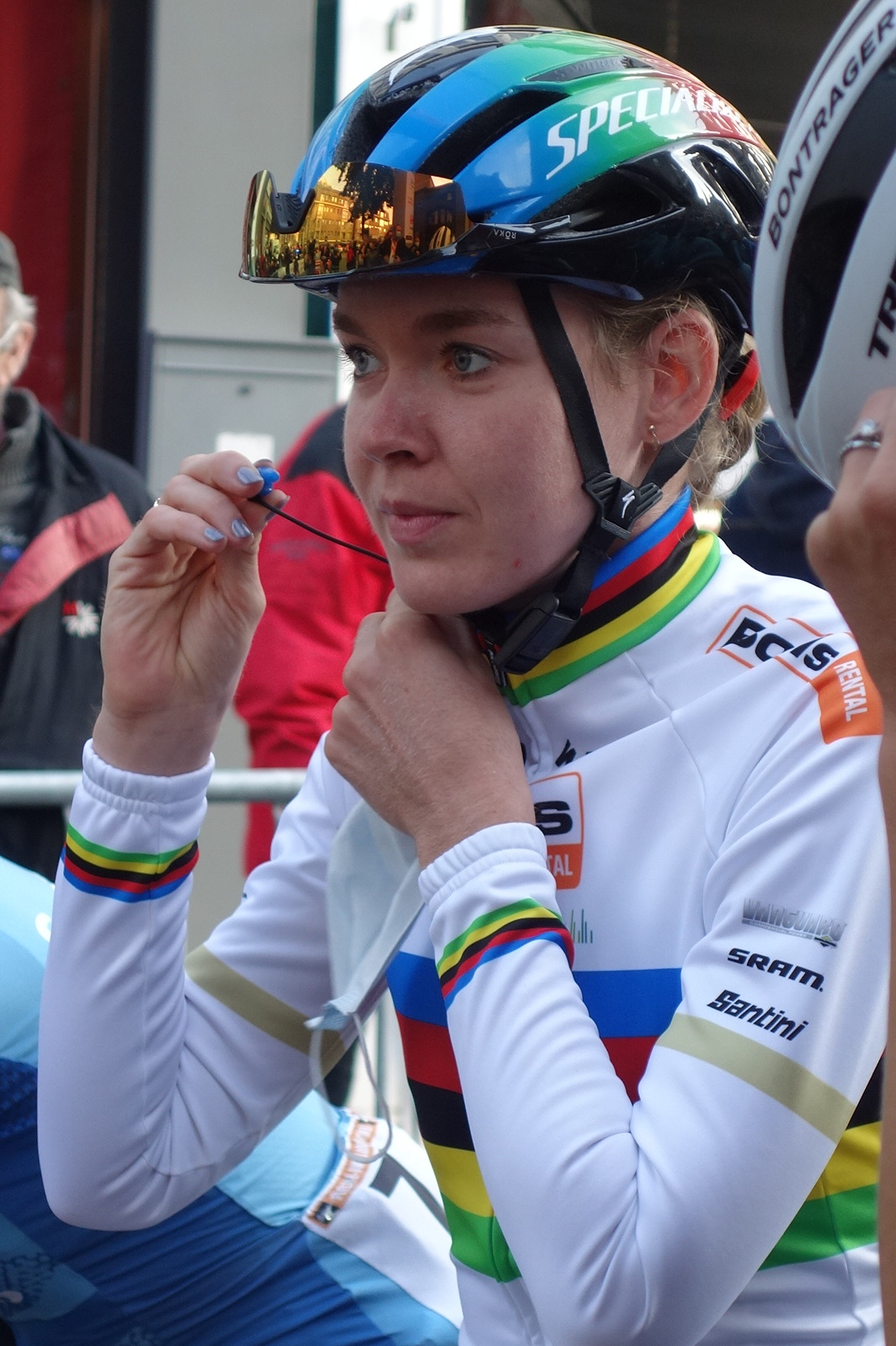
Au départ de la Flèche wallonne avec le maillot de championne du monde

Elle est quatrième des Strade Bianche. Elle s'impose sur les championnats des Pays-Bas sur route, titre qui lui échappait, grâce à une attaque lointaine. Elle remporte ensuite le championnat d'Europe du contre-la-montre. 
Au Tour d'Italie, elle est deuxième de la deuxième étape, qui comporte des secteurs graviers, à plus d'une minute d'Annemiek van Vleuten. Toujours placée, elle est troisième du classement général et a deux minutes de retard sur Van Vleuten le soir de la septième étape. Cette dernière chute néanmoins et doit abandonner. Dans la dernière difficulté de la huitième étape, Elisa Longo Borghini et Anna van der Breggen se livre à un duel. L'Italienne s'impose, mais la Néerlandaise endosse le maillot rose avec plus d'une minute d'avance sur Katarzyna Niewiadoma. Anna van der Breggen remporte l'épreuve pour la troisième fois. 
Lors des championnats du monde, Anna van der Breggen s'impose nettement sur le contre-la-montre pour la première fois, après quatre médailles d'argent. Sur la course en ligne, Anna van der Breggen durcit la course. Dans l'ascension de la Cima Gallisterna, Annemiek van Vleuten se met en tête et accélère nettement mettant en difficulté la concurrence. Anna van der Breggen surenchérit alors avec un puissante attaque. Elle n'est plus rejointe et réalise donc un doublé contre-la-montre/course en ligne que seule Jeannie Longo avait réalisé auparavant,. Elle gagne ensuite pour la sixième fois consécutive la Flèche wallonne. Au Tour des Flandres, elle se met au service de Jolien D'Hoore en partant en poursuite derrière Annemiek van Vleuten qui était sortie seule. Après l'avoir rejointe, elle refuse de coopérer, ce qui fait reprendre le duo. Elle termine l'année en tête du classement mondial UCI.

### Dernière saison (2021)
En 2021, elle commence avec une victoire au Circuit Het Nieuwsblad grâce à une attaque au pied du Bosberg. Elle est troisième des Strade Bianche. Elle remporte ensuite une septième Flèche wallonne consécutive, puis trois courses espagnoles, à savoir le Gran Premio Ciudad de Eibar, Durango-Durango Emakumeen Saria et le Tour de Burgos. Après un titre de championne des Pays-Bas du contre-la-montre, elle gagne à nouveau le Tour d'Italie en assommant la concurrence dès la deuxième étape puis en remportant le contre-la-montre. Aux Jeux olympiques, elle connaît la désillusion lors de la course en ligne, mais est médaillée de bronze du contre-la-montre. Elle connait ensuite une méforme. En fin d'année, elle ne défend pas son titre de championne du monde du contre-la-montre, mais termine 89e de la course en ligne des mondiaux, où elle occupe un rôle d'équipière. À l'issue de cette course, elle arrête à sa carrière de coureuse à 31 ans.

### Reconversion et retour dans le peloton
Après avoir raccroché ses roues à la fin de la saison 2021, elle est directrice sportive chez SD Worx-Protime, l'équipe qui domine le peloton féminin. 
Elle guide Demi Vollering, Lotte Kopecky et Lorena Wiebes vers de nombreuses et prestigieuses victoires. En 2024, elle s'essaye aux courses de gravel. En mai, elle participe à sa première course depuis sa retraite, la course de gravel de 100 km  à Traka en Espagne, terminant deuxième d'un podium 100% SD Worx-Protime avec Marie Schreiber et Femke Markus. Finalement, en juin 2024, elle annonce à 34 ans qu'elle va reprendre sa carrière de coureuse en 2025 au sein de l'équipe SD Worx-Protime.

### Vie privée
Elle se marie le 27 octobre 2018 à Sierk Jan de Haan, son entraîneur et membre de l'encadrement de l'équipe Lotto NL-Jumbo.

## Palmarès sur route

### Palmarès par année
- 2007
  - 5e du championnat du monde sur route juniors
- 2008
  - 6e du championnat d'Europe sur route juniors
- 2012
  -  Championne d'Europe du contre-la-montre espoirs
  - Tour de Bretagne :
    - Classement général
    - 1re, 2e (contre-la-montre) et 4e étapes

  - 2e étape du Tour féminin en Limousin (contre-la-montre)
  - 2e étape du Trophée d'Or féminin (contre-la-montre par équipes)
  - 2e du Trophée d'Or féminin
  - 4e du Grand Prix de Plouay
  - 5e du championnat du monde sur route
  - 9e du Tour des Flandres
- 2013
  - 2e du Trophée d'Or
  - 3e du Grand Prix de Plouay
  - 4e du championnat du monde sur route
  - 4e de la Flèche wallonne
  - 4e du contre-la-montre par équipes de l'Open de Suède Vårgårda
  - 5e de la course en ligne de l'Open de Suède Vårgårda
  - 7e du Tour des Flandres
  - 9e du Trofeo Alfredo Binda-Comune di Cittiglio
- 2014
  - Dwars door de Westhoek
  - Festival luxembourgeois du cyclisme féminin Elsy Jacobs :
    - Classement général
    - 1re étape

  - Tour de Norvège :
    - Classement général
    - 1re étape

  - 2e (contre-la-montre par équipes) et 4e étapes du Lotto-Belisol Belgium Tour
  - 2e du Tour de Drenthe
  - 2e du contre-la-montre par équipes de l'Open de Suède Vårgårda
  - 2e du Lotto-Belisol Belgium Tour
  - 3e du Tour d'Italie
  - 3e d'Emakumeen Euskal Bira
  - 4e du Trofeo Alfredo Binda-Comune di Cittiglio
  - 5e du Grand Prix de Plouay
  - 6e du Tour des Flandres
- 2015
  - Circuit Het Nieuwsblad
  - Flèche wallonne
  - Prologue et 4e étape de l'Energiewacht Tour
  - Festival luxembourgeois du cyclisme féminin Elsy Jacobs :
    - Classement général
    - Prologue

  -  Championne des Pays-Bas du contre-la-montre
  - Tour d'Italie :
    -  Classement général
    - 8e étape

  - La course by Le Tour de France
  - Contre-la-montre par équipes de l'Open de Suède Vårgårda
  - 4e étape du Tour de Belgique
  -  Médaillée d'argent au championnat du monde du contre-la-montre
  -  Médaillée d'argent au championnat du monde sur route
  - 2e du Samyn des Dames
  -  Médaillée de bronze du championnat du monde du contre-la-montre par équipes
  -  Médaillée de bronze de la course en ligne aux Jeux européens
  - 3e du Trofeo Alfredo Binda-Comune di Cittiglio
  - 3e du Tour des Flandres
  - 3e du Tour de Belgique
  - 5e de la course en ligne de l'Open de Suède Vårgårda
  - 6e du Grand Prix de Plouay
- 2016
  -  Championne olympique de la course en ligne
  -  Championne d'Europe sur route
  - Flèche wallonne
  - Omloop van de IJsseldelta
  -  Médaillée d'argent du championnat d'Europe du contre-la-montre
  -  Médaillée de bronze du contre-la-montre des Jeux olympiques
  - 3e du Festival luxembourgeois du cyclisme féminin Elsy Jacobs
  - 3e du Tour d'Italie
  - 3e du contre-la-montre par équipes de l'Open de Suède Vårgårda
  - 4e du Tour de Drenthe
  - 5e des Strade Bianche
  - 6e du Trofeo Alfredo Binda-Comune di Cittiglio
- 2017
  - UCI World Tour féminin
  - 2e étape de l'Healthy Ageing Tour (contre-la-montre par équipes)
  - Amstel Gold Race
  - Flèche wallonne
  - Liège-Bastogne-Liège
  - Tour de Californie
  - Tour d'Italie :
    -  Classement général
    - 1re étape (contre-la-montre par équipes)

  - Contre-la-montre par équipes de l'Open de Suède Vårgårda
  - 5e étape du Boels Ladies Tour
  -  Médaillée d'argent au championnat du monde du contre-la-montre
  -  Médaillée d'argent du championnat du monde du contre-la-montre par équipes
  - 2e de l'Healthy Ageing Tour
  - 2e du Boels Ladies Tour
  -  Médaillée de bronze du championnat d'Europe du contre-la-montre
  - 3e du championnat des Pays-Bas du contre-la-montre
  - 8e du championnat du monde sur route
- 2018
  -  Championne du monde sur route
  - Strade Bianche
  - Tour des Flandres
  - Flèche wallonne
  - Liège-Bastogne-Liège
  - 1re (contre-la-montre) et 3eb étapes (contre-la-montre par équipes)du Healthy Ageing Tour
  - Durango-Durango Emakumeen Saria
  - Contre-la-montre par équipes de l'Open de Suède Vårgårda
  -  Médaillée d'argent du championnat du monde du contre-la-montre
  -  Médaillée d'argent du championnat du monde du contre-la-montre par équipes
  -  Médaillée d'argent du championnat d'Europe du contre-la-montre
  - 2e du championnat des Pays-Bas du contre-la-montre
  - 2e de La course by Le Tour de France
  - 3e de l'Emakumeen Euskal Bira
  - 3e du Boels Ladies Tour
  - 8e du championnat d'Europe sur route
- 2019
  - Flèche wallonne
  - Tour de Californie : 
    - Classement général
    - 1re étape

  - 9e étape du Tour d'Italie
  - Grand Prix de Plouay
  -  Médaillée d'argent du championnat du monde du contre-la-montre
  -  Médaillée d'argent du championnat du monde sur route
  - 2e du Tour d'Italie
  - 3e du championnat des Pays-Bas du contre-la-montre
  - 4e du contre-la-montre par équipes de l'Open de Suède Vårgårda
  - 9e des Strade Bianche
- 2020
  -  Championne du monde sur route
  -  Championne du monde du contre-la-montre
  -  Championne d'Europe du contre-la-montre
  -  Championne des Pays-Bas sur route
  - Setmana Ciclista Valenciana : 
    - Classement général
    - 2e étape

  - Tour d'Italie
  - Flèche wallonne
  - 2e du Durango-Durango Emakumeen Saria
  - 3e de l'Emakumeen Nafarroako Klasikoa
- 2021
  -  Championne des Pays-Bas du contre-la-montre
  - Circuit Het Nieuwsblad
  - Flèche wallonne
  - Gran Premio Ciudad de Eibar
  - Durango-Durango Emakumeen Saria
  - Tour de Burgos : 
    - Classement général
    - 4e étape

  - Tour d'Italie :
    -  Classement général

  - 2e et 4e étapes
  -  Médaillée de bronze du contre-la-montre des Jeux olympiques
  - 3e des Strade Bianche
  - 4e de La course by Le Tour de France
  - 5e de Liège-Bastogne-Liège
- 2025
  - 4e étape du Tour d'Espagne
  - 2e des Strade Bianche
  - 3e de la Setmana Ciclista Valenciana
  - 3e du Tour d'Espagne
  - 6e du Tour d'Italie

### Classements mondiaux
| Année                                 | 2011 | 2012 | 2013 | 2014 | 2015 | 2016 | 2017 | 2018 | 2019 | 2020 | 2021 |
| ------------------------------------- | ---- | ---- | ---- | ---- | ---- | ---- | ---- | ---- | ---- | ---- | ---- |
| Classement UCI                        | 393e | 15e  | 5e   | 7e   | 1re  | 2e   | 2e   | 2e   | 5e   | 1re  | 5e   |
| Coupe du monde                        | nc   | 14e  | 4e   | 4e   | 2e   |      |      |      |      |      |      |
| UCI World Tour                        |      |      |      |      |      | 7e   | 1re  | 3e   | 5e   | 4e   | 6e   |
|                                       |      |      |      |      |      |      |      |      |      |      |      |
| Légende : nc = non classéSource : UCI |      |      |      |      |      |      |      |      |      |      |      |

### Résultats sur les grands tours

#### Tour d'Italie
12 participations :
- 2009 : abandon (4e étape)
- 2010 : 43e
- 2011 : 89e
- 2012 : 22e
- 2014 : 3e
- 2015 :  Vainqueur du classement général et de la 8e étape
- 2016 : 3e
- 2017 :  Vainqueur du classement général et de la 1re étape (contre-la-montre par équipes)
- 2019 : 2e, vainqueur de la 9e étape
- 2020 :  Vainqueur du classement général
- 2021 :  Vainqueur du classement général,  du classement par points et des 2e et 4e étapes
- 2025 : 6e

#### Tour de France
1 participation :
- 2025 : 11e

#### Tour d'Espagne
1 participation :
- 2025 :  3e, vainqueure de la 4e étape et  du classement de la combativité

## Palmarès en cyclo-cross
- 2015-2016
  - Internationale Centrumcross van Surhuisterveen, Surhuisterveen

## Distinctions
- Cycliste néerlandaise de l'année : 2015, 2016, 2018 et 2020
- Chevalier de l'Ordre d'Orange-Nassau : 2016